# Pterogorgia ochrostoma
Pterogorgia ochrostoma är en korallart som först beskrevs av Ehrenberg 1834.  Pterogorgia ochrostoma ingår i släktet Pterogorgia och familjen Gorgoniidae. Inga underarter finns listade i Catalogue of Life.